# Cholidya polypi
Cholidya polypi är en kräftdjursart som beskrevs av Farran 1914. Cholidya polypi ingår i släktet Cholidya och familjen Tisbidae. Inga underarter finns listade i Catalogue of Life.